# Гаузен-ам-Альбіс
Гаузен-ам-Альбіс (нім. Hausen am Albis) — громада  в Швейцарії в кантоні Цюрих, округ Аффольтерн.

## Географія
Громада розташована на відстані близько 90 км на схід від Берна, 15 км на південь від Цюриха.
Гаузен-ам-Альбіс має площу 13,6 км², з яких на 12,7% дозволяється будівництво (житлове та будівництво доріг), 55,9% використовуються в сільськогосподарських цілях, 28,8% зайнято лісами, 2,6% не є продуктивними (річки, льодовики або гори).

## Демографія
2019 року в громаді мешкало 3751 особа (+11,6% порівняно з 2010 роком), іноземців було 16%. Густота населення становила 276 осіб/км².
За віковим діапазоном населення розподілялося таким чином: 22,2% — особи молодші 20 років, 59,8% — особи у віці 20—64 років, 18% — особи у віці 65 років та старші. Було 1552 помешкань (у середньому 2,4 особи в помешканні).
Із загальної кількості 1021 працюючого 93 було зайнятих в первинному секторі, 136 — в обробній промисловості, 792 — в галузі послуг.